# روبرت رووي
روبرت رووي (بالإنجليزية: Robert Rowe)‏ هو سياسي أمريكي، ولد في 15 يوليو 1938 بلبنان في الولايات المتحدة. حزبياً، نشط في الحزب الجمهوري. وقد انتخب عضو مجلس نواب بنسيلفانيا.